# Pattern of My Life
«Pattern of My Life» —en español: «Patrón de mi vida»— es el segundo y último sencillo estrenado en el primer álbum de grandes éxitos de Annie Lennox The Annie Lennox Collection. La canción es una versión cover de "Closer Now" de Keane que fue el lado B de su sencillo debut "Call Me What You Like". Lennox le dio un nuevo título a la canción, haciendo referencia a la letra. Este sencillo fue estrenado el 24 de mayo de 2009 en el Reino Unido.

## Lista de canciones
1. «Pattern of My Life» (Versión corta) – 3:56

## Vídeo musical
Un vídeo musical para "Pattern of My Life" fue añadido a YouTube a través del canal oficial de Annie el 19 de febrero de 2009. El vídeo muestra varias imágenes de Lennox haciendo poses variadas que representan diversas emociones. El vídeo fue incluido al tercer disco de The Annie Lennox Collection.

## Posición en las listas
Al estar únicamente disponible mediante descarga digital, la canción fracasó en las listas mundiales.
- Datos: Q7148384